# Enyaliopsis transvaalensis
Enyaliopsis transvaalensis är en insektsart som beskrevs av Louis Albert Péringuey 1916. Enyaliopsis transvaalensis ingår i släktet Enyaliopsis och familjen vårtbitare. Inga underarter finns listade i Catalogue of Life.